# لة قرباني سفلي (مقاطعة فسا)
لة قرباني سفلي (بالفارسية: له قربانی سفلی) هي قرية تقع في Jangal Rural District في إيران. يقدر عدد سكانها بـ 271 نسمة بحسب إحصاء 2016.